# Српско-црногорски унионизам
Српско-црногорски унионизам или црногорско-српски унионизам је јужнословенски политички покрет који се залаже за недјељивост савеза Србије и Црне Горе. Она признаје Црну Гору као дио политичке заједнице са Србијом и противи се покрету независности Црне Горе и њеном постојању ван те заједнице.
Назив се такође јавља у облику Српско-црногорско заједништво или црногорско-српско заједништво.

## Историја

### Крај 19. и почетак 20. вијека
Као резултат руско-турског рата 1878. године званично су признате независности Србије, Црна Горе и Румуније. Црна Гора и Србија су играле главну улогу у Балканском савезу током Првог балканског рата, а заједно су се бориле и против Тројног савеза током Првог свјетског рата. Током Крфске конференције доњета је Крфска декларација која је потврдила будуће сједињење Црне Горе и Србије.

### Прва Југославија
Од 24. до 26. новембра 1918. у састав Србије ушле су Срем, Банат, Бачка и Барања, а и Црна Гора — одлука је донесена на Подгоричкој скупштини. Убрзо након присаједињења и осталих јужнословенских земаља дошло је до стварања Краљевства Срба, Хрвата и Словенаца. Црногорска краљевска породица на челу са краљем Николом Петровићем била је приморана да емигрира у Италију током Првог свјетског рата, а краљ Никола је претендовао на црногорски пријесто до краја живота. Присталице конфедералног уједињења Србије и Црне Горе — зеленаши — 7. јануара 1919. године уз италијанску помоћ, организовали су Божићну побуну, али буна није била успјешна и већина побуњеника је лишена слободе.
У самој Краљевини се међутим није смирио сепаратистички и федералистички елемент. Идеолог равноправног савеза Црне Горе и Србије био је Секула Дрљевић, предсједник Црногорске федералистичке странке. На почетку, за вријеме Првог свјетског рата залагао се за стварање јединствене државе за све Србе, али је на крају своје ставове промјенио у сепаратистичке.

### Други свјетски рат
Вермахт је напао Југославију 6. априла 1941. године: Њемачка није опростила Југославији војни пуч којим је поништено потписивање споразума са Силама Осовине. За неколико дана држава је поражена, а њена је територија или подијељена околним државама или су створени марионетске државе. На територији Црне Горе је створена марионетске краљевина, чији је дефакто владар био италијански краљ Емануел, који је постављао свог гувернера. Сви претенденти на црногорски пријесто су одбили круну, укључујући ту и Михаила Петровића Његоша унука краља Николе. Премијер је био Секула Дрљевић.
Јово Поповић је 12. јула 1941. званично најавио оснивање државе, која је наводно додјељена Италијанима. Црногорци су сутра „захвалили” Италијанима устанком у цијелој земљи: у борби је ступила Комунистичка партија Југославије којом је у Црној Гори командовао Милован Ђилас. Иако је борба ступли веома брзо, Италијани и црногорски квислинзи су претрпјели велике губитке, а у земљи је ступио герилски рат. У септембру 1943. године Италијани су капитулирали, али то није значи да је рат приведен крају. Усташе Анте Павелића су ушле у Котор, а Црном Гором је владала њемачка администрација. Тек у децембру 1944., усљед налета совјетских, југословенских и бугарских трупа Њемци су напустили Црну Гору.

### Друга Југославија
Вођа антифашистичког покрета у Црној Гори био је Нико Миљанић, који је предводио Црногорску антифашистичку скупштину народног ослобођења. У новоствореној социјалистичкој Југославији, Црна Гора је имала статус републике. Након смрти Тита дошло је до демократизације, што је довело до слабљења јединствене државе. На референдуму о независности 1992. грађани Црне Горе су изабрали останак у Југославији са огромном већином.

### Трећа Југославија
Трећу Југославију коју су чиниле Република Србија и Република Црна Гора трајала је до 2006. када је Црна Гора на референдуму изгласала независност 21. маја, и исте године, 3. јуна Скупштина Црне Горе је прогласила независност и од тада СЦГ више не постоји.